# Distanziatore
Un distanziatore, in lingua inglese "Valved Holding Chamber" (VHC), è un dispositivo medico per inalatore spray predosati, o anche ,  utilizzato da una persona asmatica per aumentare l'efficacia degli inalatore (come nel caso dell'inalatore aerosol dosato). 

## Descrizione
I distanziatori sono camere di plastica o di metallo dotate generalmente di un'apertura in cui inserire l'inalatore spray, e di una seconda apertura attraverso la quale il paziente respira, dopo aver spruzzato il farmaco all'interno del distanziatore.
I distanziatori destinati all'uso pediatrico o all'uso da parte di pazienti che non collaborano sono dotati di una mascherina che copre la bocca e il naso del paziente, mentre i distanziatori per pazienti in grado di respirare volontariamente con la bocca sono dotati di boccaglio. Alcuni distanziatori consentono di cambiare mascherine in modo indipendente, usandoli con mascherine da infante (0-3 anni) o pediatriche (3-6 anni) oppure come boccaglio. Questo avvantaggia le famiglie con due o più utilizzatori di età diverse e durante la crescita, evitando loro inutili maggiori spese.

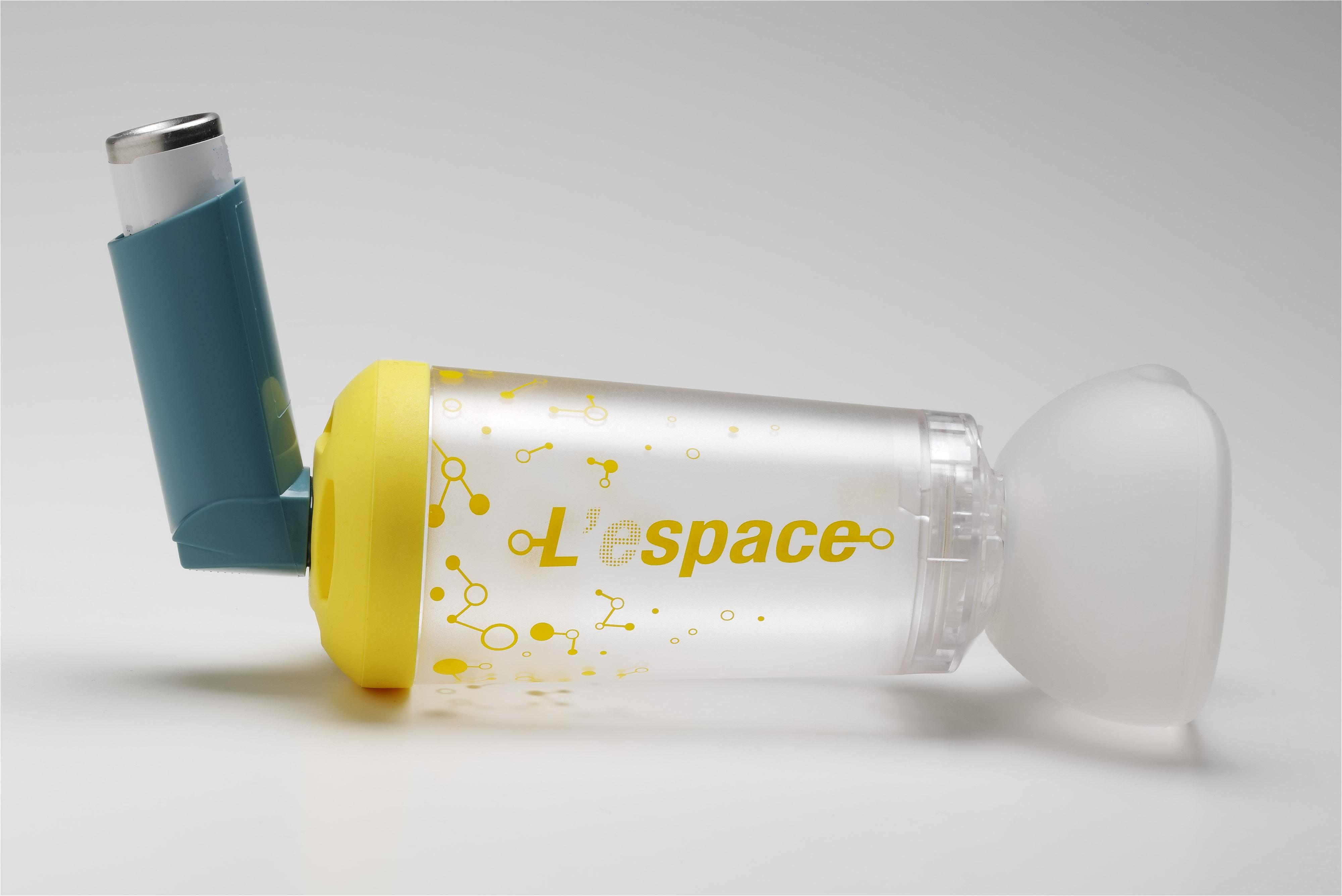
Distanziatore con maschera pediatrica

## Funzionamento
Gli inalatori spray, quando azionati, emettono in un tempo quasi istantaneo una precisa dose di farmaco sotto forma di aerosol. Lo spruzzo di particelle che costituisce la dose erogata è dotato di una grande velocità cinetica iniziale.
Quando tale spruzzo viene erogato verso l'interno della bocca del paziente, la maggior parte delle particelle impatta contro le pareti della bocca mentre solo una piccola frazione di esse riesce a seguire il flusso dell'aria inspirata raggiungendo gli alveoli polmonari, laddove il farmaco deve agire. La frazione di farmaco rimasta in bocca viene assorbita dai tessuti e va nel circolo sanguigno, contribuendo agli effetti collaterali ma senza fornire effettivamente un beneficio, in quanto non ha raggiunto l'organo bersaglio.
Quando lo spruzzo viene erogato all'interno di un distanziatore, una frazione delle particelle di aerosol impatta contro le pareti e si perde, ma un'elevata percentuale di esse viene rallentata dall'attrito con l'aria presente nella camera, e resta in sospensione formando una nebbia all'interno del distanziatore. Se subito dopo l'erogazione del farmaco il paziente respira attraverso il distanziatore, egli inala l'aria medicata dalla camera, e le particelle di farmaco seguono il flusso d'aria verso i polmoni arrivando all'organo bersaglio evitando il non desiderato deposito nel cavo orale.
I distanziatori sono in genere dotati di una o più valvole, per evitare che il paziente, espirando, soffi il farmaco fuori dalla camera.

## Benefici
Al fine di utilizzare un inalatore spray predosato senza un distanziatore, il paziente necessita di coordinare un certo numero di azioni difficoltose in maniera precisa (premere l'inalatore nella corretta direzione, inspirare profondamente nel momento in cui il farmaco viene rilasciato, trattenere il respiro, esalare). La maggior parte dei pazienti non è in grado di eseguire senza sbagli questa sequenza, in particolare i bambini neonati e in età prescolare o gli anziani. L'uso del distanziatore rende efficace l'utilizzo dell'inalatore spray per tutti i pazienti, risolvendo questi problemi di coordinazione. 
Il distanziatore rende più semplice l'assunzione del farmaco anche in caso di un attacco d'asma, quando il panico o le convulsioni possono impedire l'uso del solo inalatore.
Il distanziatore permette un'importante riduzione degli effetti collaterali associati ai farmaci per il trattamento dell'asma. Prevenendo il non desiderato deposito del farmaco nel cavo orale, diminuisce la quantità totale di farmaco che viene assorbita dall'organismo, mentre non si riduce la dose che raggiunge i polmoni e quindi l'efficacia terapeutica.

## Problematiche riguardanti l'utilizzo
I distanziatori sono dispositivi venduti separatamente dagli inalatori spray predosati, quindi molti pazienti che usano l'erogatore non utilizzano anche il distanziatore per la mancanza di informazioni relative, che non tutti i medici e i farmacisti forniscono. Altri pazienti non usano il distanziatore perché trovano quest'ultimo troppo ingombrante da trasportare, o per evitarne l'incombenza della pulizia periodica.
In molti casi le stesse case farmaceutiche non forniscono indicazioni riguardo all'uso dei loro inalatori con i distanziatori, o forniscono indicazioni vaghe sul dosaggio e l'utilizzo, a causa dell'elevato numero di distanziatori disponibili o per ragioni di tipo commerciale.
Non tutti i distanziatori sono dotati di innesto universale compatibile con tutti gli inalatori spray predosati in commercio, per quanto un elevato numero di MDI sia dotato di un beccuccio standard.